# Christian Wilhelm Ludwig Eduard Suffrian
Christian Wilhelm Ludwig Eduard Suffrian (Wünsdorf, Teltow-Fläming, 21 januari 1805 – Bad Rehburg, 18 augustus 1876) was een Duits entomoloog.
Suffrian werd in 1805 geboren in Wünsdorf bij Zossen en werkte als onderwijzer in Münster. Hij was insectenverzamelaar en als entomoloog gespecialiseerd in kevers (Coleoptera) en vooral de bladkevers (Chrysomelidae). Hij was lid van de Entomologische Verenigingen van Halle en Stettin. Suffrian schreef vele korte artikelen en een aantal monografieën waarin hij veel nieuwe soorten en geslachten beschreef.
Zijn collectie wordt bewaard door het Zoölogisch Instituut van de Universiteit van Halle-Wittenberg.

## Enkele werken
- Revision der Europäischen Arten der Gattung Cryptocephalus. (1847 - 1848)
- Zur Kenntnis der Europäischen Chrysomelen. (1851)
- Verzeichniss der bis jetzt bekannt gewordenen Asiatischen Cryptocephalen. (1854)
- Berichtigtes Verzeichniss der bis jetzt bekannt gewordenen Asiatischen Cryptocephalen. (1860).

## Taxa
Suffrian beschreef meer dan 80 nieuwe soorten, voornamelijk in de familie bladkevers (Chrysomelidae), waaronder:
- Chrysolina interstincta
- Nyctiplanctus loricata
- Achaenops ruficornis
- Ectmesopus malachioides
- Yingaresca venustula
- Megacerus tricolor
- Miraces dichroa

Uit andere keverfamilies beschreef hij onder andere:
- Compsapoderus foveipennis, een keversoort uit de familie bladrolkevers (Attelabidae)
- Carpathobyrrhulus transsylvanicus, een keversoort uit de familie pilkevers (Byrrhidae)
- Zeugophora frontalis, een keversoort uit de familie halstandhaantjes (Megalopodidae)

Een kever die naar Suffrian is genoemd is: 
- Chiridopsis suffriani (Boheman, 1854), (onderfamilie Cassidinae).

- Author citation (botany): Suffrian
- Gemeinsame Normdatei: 121168255
- Nederlandse Thesaurus van Auteursnamen: 167287249
- Système universitaire de documentation: 193590115
- Virtual International Authority File: 25452312
- WorldCat: E39PBJvt9w7DJwYxrFmCtVpQMP